# 尼康D5
Nikon D5是尼康公司于2016年发布的专业级单镜头反光相机。相比尼康D4S，D5的提升包括全新约2,133万的CMOS图像传感器，以及全新的EXPEED5图像处理器，提升了连拍速度和ISO范围。以及全新改进的自动对焦系统。

## 特点
尼康D5在上代尼康D4S的基础上提供了以下新功能和改进：
- 重新设计的约2,133万CMOS图像传感器
- EXPEED5 图像处理器
- ISO 100-102,400（可扩展至ISO 50-3,280,000）
- 每秒30帧拍摄4K视频（3840×2160），HDMI输出
- 改进自动对焦和跟踪对焦算法
- 提升连拍速度（最高每秒12张）
- 可触摸操作的显示屏
- 根据机型不同可以同时使用两张XQD卡或两张CF卡